# اووا (وایومینگ)
اووا (به انگلیسی: Uva) یک منطقهٔ مسکونی در ایالات متحده آمریکا است که در شهرستان پلت، وایومینگ واقع شده‌است. اووا ۱٬۳۶۴٫۰ متر بالاتر از سطح دریا واقع شده‌است.